# Bisdom Palmares
Het bisdom Palmares (Latijn: Dioecesis Palmopolitana) is een rooms-katholiek bisdom met als zetel Palmares, in Brazilië. Het bisdom is suffragaan aan het aartsbisdom Olinda e Recife.

## Geschiedenis
Het bisdom werd opgericht op 13 januari 1962, uit delen van het aartsbisdom Olinda e Recife en het bisdom Garanhuns. 

## Parochies
Het bisdom had in 2021 een oppervlakte van 3.797 km2 en telde 471.742 inwoners waarvan 53,7% rooms-katholiek was.

## Bisschoppen
- Acácio Rodrigues Alves (11 juli 1962 - 12 juli 2000)
  - José Doth de Oliveira (coadjutor: 23 december 1989 - 18 december 1991)
- Genival Saraiva de França (12 juli 2000 - 19 maart 2014)
- Henrique Soares da Costa (19 maart 2014 - 18 juli 2020)
- Fernando Barbosa dos Santos (9 juni 2021 - heden)

Olinda e Recife (aartsbisdom) · Afogados da Ingazeira · Caruaru · Floresta · Garanhuns · Nazaré · Palmares · Pesqueira · Petrolina · Salgueiro